# Mehringhof

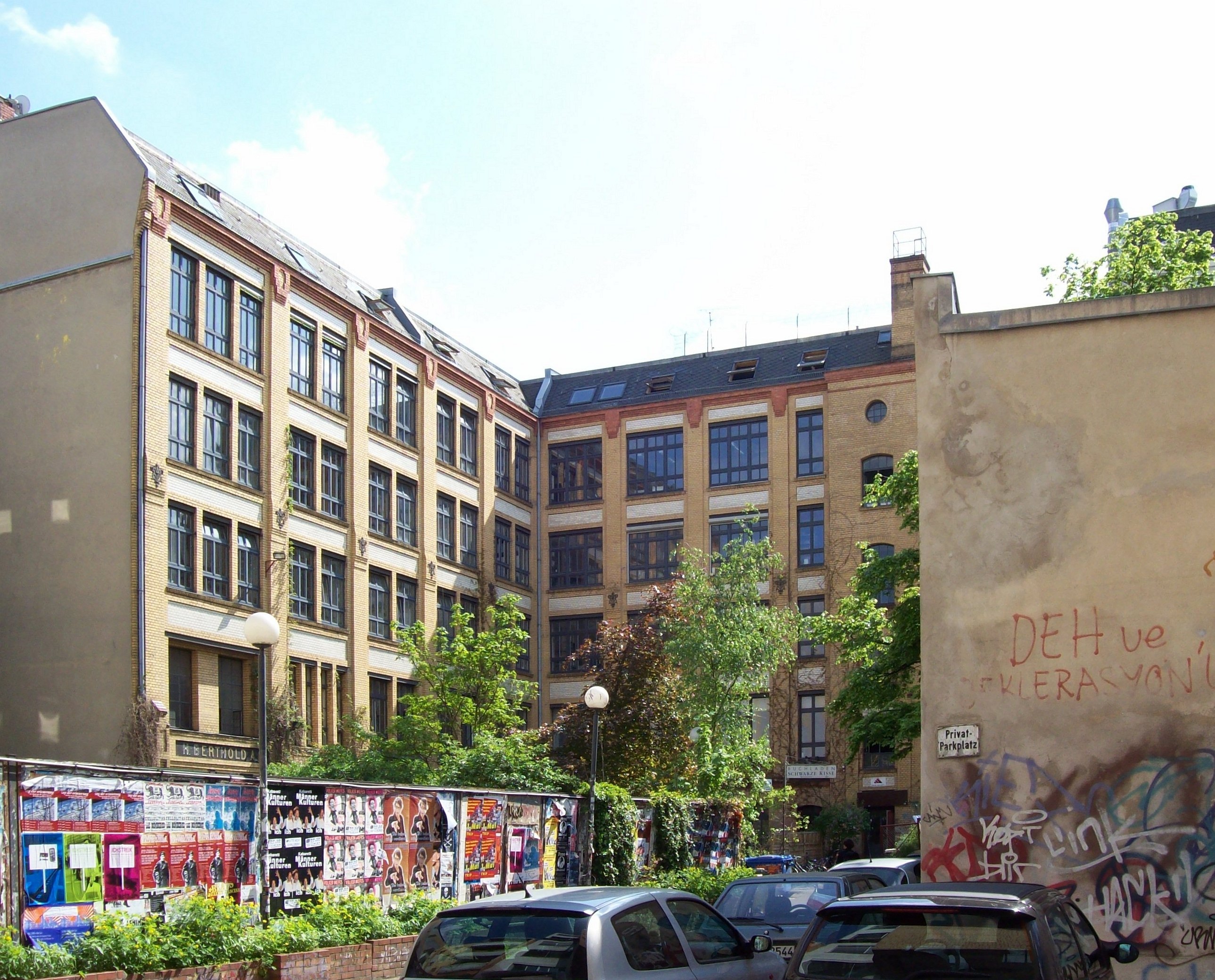
Der Mehringhof (erster Hof), 2008

Der Mehringhof ist ein alternatives Kulturzentrum im Berliner Ortsteil Kreuzberg.

## Geschichte
Ende der 1970er Jahre entstand die Idee, ein alternatives Zentrum aufzubauen. Die Schule für Erwachsenenbildung (SfE) brauchte dringend größere Räume. Menschen aus ähnlich strukturierten Projekten taten sich mit den Schülern und Lehrern zusammen und kauften 1979 für knapp zwei Millionen Mark das Fabrikgrundstück der Schriftgießerei Berthold auf dem Hinterhof der Gneisenaustraße 2a. Das Projekt wurde als GmbH organisiert.

### Zur Gründungsgeschichte
Ein interner Konflikt während einer Versammlung der Organisation Netzwerk Selbsthilfe um die Gründung eines eigenen Sanierungsträgers zur Legalisierung besetzter Häuser in Berlin im Frühjahr 1982, der protokolliert wurde, gibt neben Informationen zu Netzwerk selbst auch Hinweise zur Gründung des Mehringhofes.

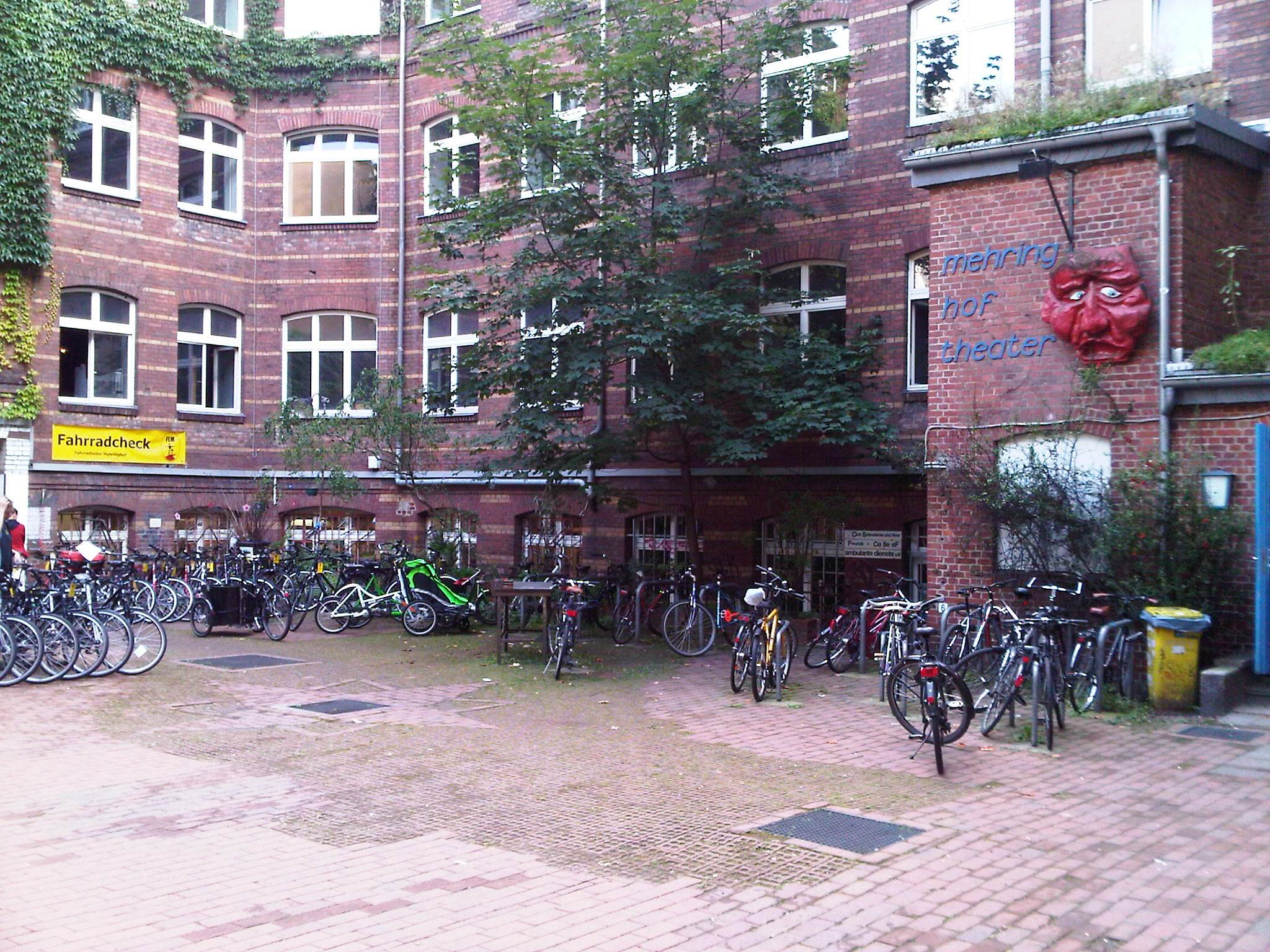
Innenansicht des Mehringhofs mit Fahrradladen und Theater

Als zwei Diskutanten im „Streitgespräch“, das seinerzeit auch in der taz veröffentlicht wurde, werden genannt: Gerd Behrens war „einer der Mitarbeiter der Mehringhof-Steuerberatungsgesellschaft, die unentgeltlich Projekte steuerlich berät. Mitbegründer der Taz und des Mehringhofes.“ Klaus Werner war „Initiator des Mehringhof-Gedankens.“
In Bezug auf das Frühjahr 1982: „Der Mehringhof wurde von verschiedensten Initiativen und Gruppen […] vor etwa 2 Jahren gekauft.“

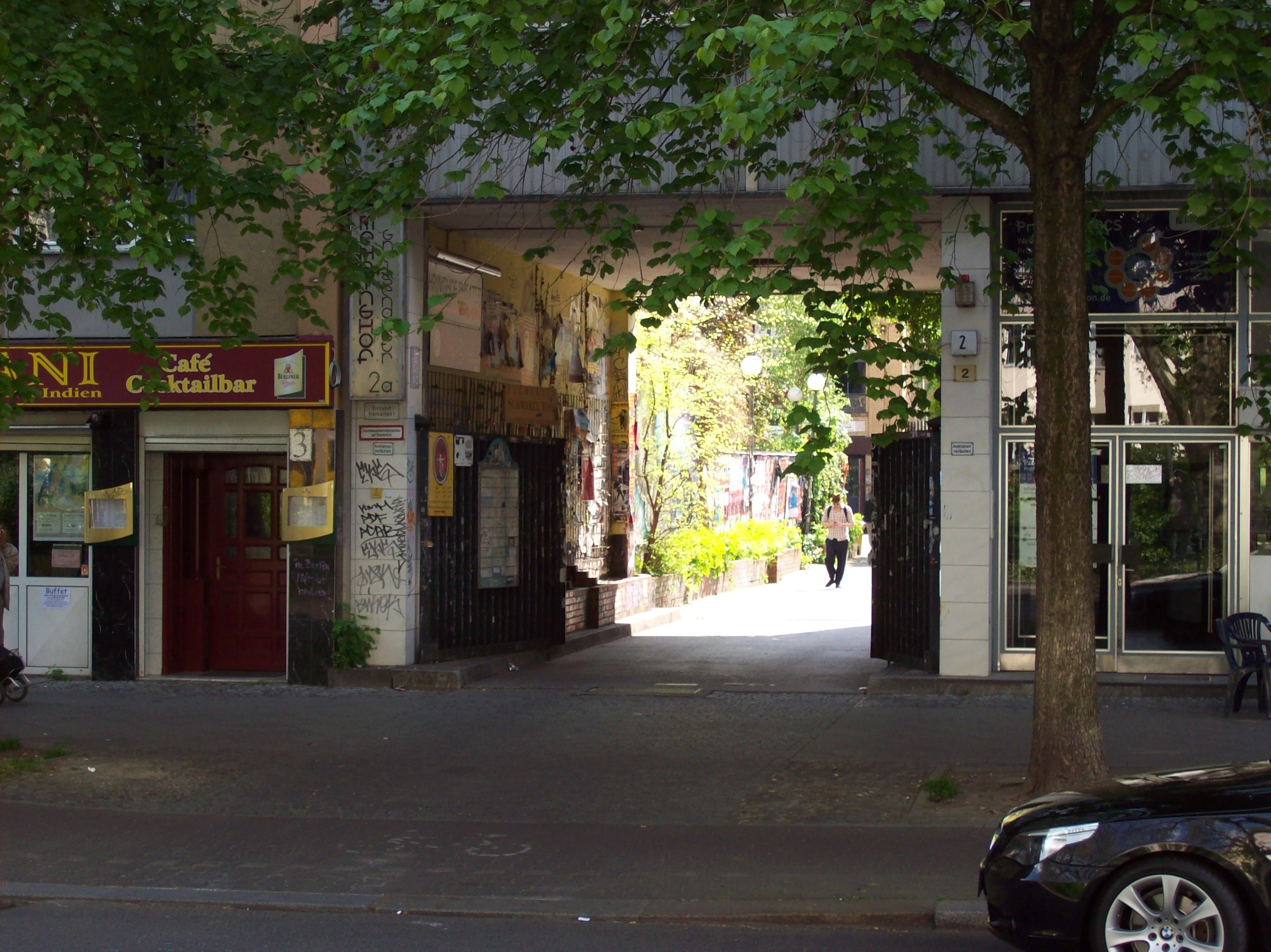
Eingang zum Mehringhof Gneisenaustraße 2a, 2008

Obwohl der Mehringhof nicht besetzt worden war, sahen sich viele der dortigen Projekte in den 1980er Jahren als Teil der Hausbesetzerbewegung in Berlin und der Komplex bot vielfältigen Aktivitäten Raum. Auch der Berliner Ermittlungsausschuss zur Feststellung von Polizeiübergriffen hat dort sein Büro. Nach dem Tod des Hausbesetzers Klaus-Jürgen Rattay am 22. September 1981 durchsuchte die Polizei am 8. Oktober 1981 das Büro erfolglos nach Beweismaterial.

### Projekte im Mehringhof
Langjährige Mieter waren bzw. sind
- Almanya Türkiyeli Isciler Federasyonu – ATIF (u. a. mit Porträts von Marx, Engels, Lenin, Stalin und Mao an der Wand)[4][5][6]
- Ambulanten Dienste und Hauspflege für kranke und behinderte Menschen (Ambulante Pflege)[7][8][9]
- Anwaltsbüro Grote, König, Löwenbrück, Poggemann, Schrage, Wedel und Weidmann[10]
- Antifaschistisches Infoblatt (Kontakt-Adresse)
- Arbeitskreis Orientierungs- und Bildungshilfe Berlin (AOB)[11]
- Bibliocopy[12]
- BLUE 21 e. V. Berliner Landesarbeitsgemeinschaft Umwelt und Entwicklung[13]
- borderline-europe – Menschenrechte ohne Grenzen e. V.[14]
- Bürogemeinschaft Rahmvogelfalter,[15] Linke Buchtage Berlin[16]
- Bürogemeinschaft VOBIK e. V. (Assoziation A, Arbeitskreis Konfrontationen e. V., Für eine linke Strömung, Libertad)
- Buchladen Schwarze Risse[17] mit Verlag Assoziation A[18]
- Ermittlungsausschuss[19][20]
- Fahrradladen Mehringhof (FLM) Schütze und Stage GbR [21][22]
- Forschungsgesellschaft Flucht und Migration[23][24]
- Forschungs- und Dokumentationszentrum Chile-Lateinamerika (FDCL)[25] Archiv mit Materialien über den Widerstand in Lateinamerika und das Redaktionskollektiv der Lateinamerika Nachrichten[26] berichtet seit 1973 über Politik, Kultur und Gesellschaft in Lateinamerika
- Fountainhead® Tanz Theatre[27]
- Gesundheitsladen[28]
- Initiativen Büro (Contraste Redaktion Berlin, Berliner Kampagne gegen Hartz IV,[29][30] Kälteschutz für Obdachlose,[31] NETZ für Selbstverwaltung und Kooperation,[32] out of action – emotional first aid,[33] Teilhabe e. V.[34])
- Kampagne „NS-Verherrlichung stoppen!“ (Kontakt-Adresse)[35]
- Karate und Jiu Jitsu Verein in Kreuzberg[36]
- Kneipen-Kollektiv: zuerst Spektrum (Specki), dann Ex bis 2001,[37][38][39] danach Muvuca und seit 2004 Clash[40][41][42]
- Literaturagentur Antas, Bindermann, Listau
- Medibüro ehemals Büro für medizinische Flüchtlingshilfe[43]
- Mehringhof-Theater[44][45][46]
- Musikgruppen[47] (PPÖP (früher Pille Palle und die Ötterpötter))[48]
- Netzwerk Selbsthilfe[49]
- Reportetage - Journalistenbüro[50]
- Rechtsanwaltskanzlei Thomas Krautzig[51]
- Rechtsanwaltskanzlei Adrian Wendel[52]
- Republikanischer Anwältinnen- und Anwälteverein e. V. (RAV)[53]
- Seitenwechsel – Sportverein für FrauenLesbenTrans*Inter* und Mädchen e. V.[54][55]
- Schule für Erwachsenenbildung (SfE)
- Tauwetter[56][57]
- Verbrecher Verlag[58]
- Werkstatt Ethnologie Berlin – WEB[59]

Die Projekte im Mehringhof haben für derzeit knapp 120 Menschen feste Arbeitsplätze geschaffen.
Das Antifaschistische Infoblatt sowie die Autonome Zeitschrift Interim haben dort ihre Postadresse.
Seit 2003 finden jeweils im Mai oder Juni, jährlich an einem Wochenende von Freitag bis Sonntag, im Mehringhof, die Linken Buchtage Berlin statt.
Entsprechend der Grundsätze zur Vermietung der öffentlichen Räume des Mehringhofs (Versammlungsraum, Blauer Salon) stehen diese zur (kostenfreien) Nutzung zur Verfügung.
- Im Hof des Mehringhof steht ein öffentlicher Bücherschrank

Ehemalige Projekte
- Antifa-Jungendfront[67] sowie Edelweiß-Piraten Berlin[68][69][70][71][72][73]
- Anwaltsbüro Adrian Furtwängler, Volker Gerloff, Thomas Herzog, Thomas Krautzig, Sven Lindemann, Hannes Poggemann, Stephan Schrage, Ols Weidmann[74][75]
- Attac-Berlin Büro bis Dezember 2023[76][77]
- Elektronikfirma Wuseltronik (siehe dazu auch Reiner Lemoine)[78]
- Grafikdesigner Graph Druckula, am 31. Dezember 2024 geschlossen[79]
- Internationale der Kriegsdienstgegner/innen (IDK)
- Transit Buchverlag, dessen Geschäftsführer, Rainer Nitsche, von 1978 bis 1983 auch Geschäftsführer der Mehringhof GmbH war[80]
- Zeitschrift Wechselwirkung

## Repression
Im Juni 1986 kam es im Anschluss einer Solidaritätsdemonstration bezüglich der später als „Hamburger Kessel“ in die Geschichte eingegangenen rechtswidrigen Einkesselung von über 800 Demonstranten zur Erstürmung des Mehringhofs durch die Polizei.
Ende April 1987 führte die Durchsuchung des im Mehringhof ansässigen Volkszählungsboykott-Büros sowie illegalerweise weiterer Büros und die Beschlagnahme der für die 1.-Mai-Gewerkschaftsdemonstration vorgesehenen Flugblätter zu Auseinandersetzungen am Rande des traditionellen 1.-Mai-Festes.
Im Jahr 1999 wurde der Mehringhof von fast 1000 Beamten von Kriminalpolizei über BKA bis zur GSG 9 einer Razzia unterzogen. Dort vermuteter Sprengstoff der Revolutionären Zellen wurde nicht gefunden.

## Finanzierung und Organisation
Das Kulturzentrum erhält keine staatliche Förderung. Alle wichtigen Entscheidungen des Mehringhofs werden im monatlichen Plenum diskutiert und entschieden.

## Filme
- Arbeit im Mehringhof oder Wege ins Paradies. Dokumentarfilm; Deutschland; 1985; Regie: Barbara Kasper, Lothar Schuster.[86]

## Weitere Alternativ-Projekte der 1970er/1980er Jahre in Berlin
- Oktoberdruck
- Regenbogenfabrik Berlin
- Die Tageszeitung
- ufaFabrik